# José Altafini
José João Altafini (født 14. juli 1938 i Piracicaba, Brasilien) er en brasiliansk tidligere fodboldspiller (angriber) og verdensmester med Brasiliens landshold fra VM i 1958.
Altafini var med på det brasilianske landshold, der vandt guld ved VM i 1958 i Sverige. Han spillede én af brasilianernes kampe ved turneringen, en gruppekamp mod Østrig, hvor han scorede to mål. Efter VM flyttede Altafini til Italien for at være professionel i den italienske liga, og han spillede efterfølgende også for det italienske landshold, som han repræsenterede ved VM 1962 i Chile. Her fik han spilletid i to af italienernes tre kampe i turneringen.
Indtil VM 1958 spillede Altafini på klubplan for São Paulo-storklubben Palmeiras. Han spillede resten af sin karriere i Italien og Schweiz, hvor han blandt andet repræsenterede Milan, Napoli og Juventus.